# HTc Z
hTc Z（えいちてぃしー ずぃー）は、HTCによって開発された、NTTドコモの第三世代携帯電話 (FOMA) 端末製品である。

## 概要
NTTドコモから2006年7月に発売されたHTC Corporation製のスマートフォン。M1000の事実上の後継機種となる。OSにはWindows Mobile 5.0 software for Pocket PC Phone Editionを採用している。タッチパネル液晶とスライド収納式のQWERTY配列キーボードを搭載。iモードのサービスには対応していないが、パソコン向けのウェブサイトやPOP3のメールなど、一般のインターネットサービスを利用できる。
データ通信ではW-CDMAやGPRS、無線LANでアクセス可能。Exchange Server 2003のDirect Push（遠隔データ消去やプッシュ型の新着通知）などに対応する。 またNTTドコモのmopera Uのメールはプッシュ型電子メールで着信する。国際ローミング（WORLD WING）対応。W-CDMAおよびGSM GPRSに対応し、FOMAカードでFOMAのネットワークを利用できる。その他にUSBケーブルとPCを接続し、Microsoft Outlookと同期をとることができるほかIPSec等のVPN通信にも対応している。
当初は法人のみの販売となっていたが、後日Web販売限定で個人にも販売された。
spモードには非対応。
| 主な対応サービス           | 主な対応サービス                    | 主な対応サービス         | 主な対応サービス                      |
| -------------------------- | ----------------------------------- | ------------------------ | ------------------------------------- |
| DCMX／おサイフケータイ     | うた・ホーダイ                      | 着うたフル／着うた       | ミュージックプレーヤー(WMA)(AAC)(MP3) |
| 直感ゲーム／メガiアプリ    | Music&Videoチャネル／ビデオクリップ | GSM／3Gローミング        | プッシュトーク                        |
| FOMAハイスピード           | GPS／ケータイお探し                 | デコメール／デコメ絵文字 | iチャネル                             |
| 着もじ                     | テレビ電話／キャラ電                | 電話帳お預かりサービス   | フルブラウザ                          |
| おまかせロック／バイオ認証 | 外部メモリーへiモードコンテンツ移行 | トルカ                   | iC通信／iCお引越しサービス            |
| きせかえツール／マチキャラ | バーコードリーダ／名刺リーダ        | 2in1                     | エリアメール                          |

## ソフトウェア
- Pocket Outlook
- Pocket Word
- Pocket Excel
- Pocket PowerPoint
- ブラウザ
- ゲーム

## 歴史
- 2006年7月12日 - 開発を発表
- 2007年7月31日 - 発売開始